# Costa de Marfil en los Juegos Paralímpicos de París 2024
Costa de Marfil estuvo representada en los Juegos Paralímpicos de París 2024 por tres deportistas masculinos. El equipo paralímpico marfileño no obtuvo ninguna medalla en estos Juegos.